# Zrození Beatles
Zrození Beatles je britský film vyprávějící o začátcích nejslavnější kapely The Beatles.

## Děj
Film začíná, když John Lennon, Paul McCartney, George Harrison a Stuart Sutcliffe chtějí prorazit v Liverpoolu jako nejlepší kapela, ale nemohou tak učinit, protože nemají bubeníka. Nakonec si najdou na pozici bubeníka Pete Besta a odjedou hrát do Hamburku, kde si je všichni oblíbí, ale z Německa jsou vyhoštěni kvůli žhářství. Nakonec se do Německa vrací a za měsíc znovu odjíždějí, ale už bez Stuarta, který se v Hamburku zamiluje do krásné fotografky Astrid a rozhodne se s ní žít, proto musí ostatní členové kapely odjet sami. Když se do Hamburku po nějakém čase znovu vrátí, zjistí, že Stuart zemřel. Proto uspořádají koncert na jeho památku a znovu se vracejí do Liverpoolu, kde je objeví Brian Epstein a stane se jejich manažerem.

## Hrají
- Stephen MacKenna (John Lennon) - hlavní role
- Rod Culbertson (Paul McCartney) - hlavní role
- John Altman (George Harrison) - hlavní role
- David Wilkinson (Stu Sutcliffe)
- Ray Ashcroft (Ringo Starr)
- Ryan Michael (Pete Best)
- Brian Jameson (Brian Epstein)
- Wendy Morgan (Cynthia Lennonová)
- Gary Olsen (Rory Storm)
- Linal Haft (agent)
- Eileen Kennally (tetička Mimi)
- Alyson Spiro (Astrid)
- Nigel Havers (George Martin)